# Eline van Gils
Eline van Gils (Breda, 15 februari 1991) is een Nederlandse actrice. Ze speelde in verschillende theatervoorstellingen, films en series, waaronder ANNE+, Toen wij de tijd hadden en Thuisfront.

## Carrière
In 2014 studeerde ze af aan de Amsterdamse Toneelschool & Kleinkunstacademie. Van Gils is sinds februari 2014 werkzaam als actrice in het theater, ze was te zien in verschillende theatervoorstellingen waaronder George & Eran worden veganisten, Who's Afraid of Oscar Wilde en Een stel mannenpinguïns.
Van Gils maakte in september 2018 haar acteerdebuut in de BNNVARA-serie ANNE+,  die in première ging op het Nederlands Film Festival in Utrecht. Van Gils hernam de rol in het tweede seizoen in 2020 en in de gelijknamige film uit 2021. In 2021 vertolkte Van Gils de rol van Christa Cabral in de miniserie Thuisfront, daarnaast was ze te zien in de film Verdwenen dagen.

## Theater
- 2014: Oresteia
- 2016: Drie zusters
- 2016: Radio Nimmerdal
- 2016: Let me be your hero, baby
- 2021: George & Eran worden veganisten
- 2023: Who's Afraid of Oscar Wilde
- 2024: Een stel mannenpinguïns

## Filmografie

### Film
- 2019: Mooier in het donker
- 2021: Verdwenen dagen, als Anne
- 2021: ANNE+, als Lily

### Televisie
- 2018-2020: ANNE+, als Lily
- 2020: Toen wij de tijd hadden, als Janna
- 2021: Thuisfront, als Christa Cabral
- 2022: Seef Spees, als dochter

### Videoclip
- 2018: Lekker met de meiden, van MEROL